# Commission des affaires juridiques (Suisse)
Pour les articles homonymes, voir Commission des affaires juridiques.
En Suisse, la Commission des affaires juridiques (CAJ ; en allemand : Aussenpolitische Kommission, APK ; en italien : Commissione degli affari giuridici, CAG ; en romanche : Cumissiun per dumondas giuridicas, CDG ; en anglais : Legal Affairs Committee, LAC) est une commission parlementaire fédérale qui traite des affaires juridiques.

## Description
Il existe deux commissions des affaires juridiques, une par chambre de l'Assemblée fédérale : la Commission des affaires juridiques du Conseil national (CAJ-N), qui compte 25 membres, et la Commission des affaires juridiques du Conseil des États (CAJ-E), qui en compte 13. 
Les CAJ sont des commissions thématiques (ou commissions législatives) permanentes. Elles ont été créées en 1991.

## Attributions
Les CAJ traitent en particulier du droit civil, du droit des obligations, du droit foncier, du droit des dettes et de la faillite et du droit pénal. Elles sont notamment compétentes pour les questions de concurrence déloyale, de blanchiment d'argent et de jeux d'argent et pour les autorités judiciaires. Ce sont elles qui examinent la levée de l'immunité des députés au Conseil des États (le Conseil national a créé une commission de l'immunité pour ses propres membres),.